# Angus Charles Graham
Angus Charles Graham (* 8. Juli 1919 in Penarth, Glamorgan; † 26. März 1991 in Nottingham) war ein britischer Sinologe, Philosoph und Philosophiehistoriker.

## Werdegang
Graham lehrte an der School of Oriental and African Studies in London. Er übersetzte die ersten sieben Bücher des Zhuangzi, Liezi und mehrere weitere alte chinesische philosophische Texte ins Englische.
Er ist auch mit Arbeiten zur Schule der Mohisten hervorgetreten. Seine analytischen Arbeiten über die Rede vom Sein in der klassischen chinesischen Philosophie waren die ersten ihrer Art.
1981 wurde er zum Mitglied (Fellow) der British Academy gewählt.

## Werke
- A Companion to Angus C. Graham's Chuang Tzu: the Inner Chapters / Angus Charles Graham. - Honolulu : University of Hawai'i Press, c 2003, ISBN 978-0-8248-2643-7.
- Later Mohist Logic, Ethics and Science / Angus Charles Graham. - Hong Kong : Chinese Univ. Press, 1978, ISBN 978-962-201-142-7.
- Poems of the Late T'ang / Angus Charles Graham. - Harmondsworth : Penguin Books, (1965).
- Later Mohist Logic, Ethics and Science / Graham, Angus C. - Reprint ed. - Hong Kong : The Chinese Univ. Press, 2003.
- Chuang-tzŭ: the Inner Chapters / Zhuangzi. - Reprinted. - Indianapolis : Hackett Pub. Co, 2001.
- Two Chinese Philosophers: the Metaphysics of the Brothers Chʿêng / Graham, Angus Charles. - La Salle, Ill : Open Court, c1992
- Unreason within Reason: Essays on the Outskirts of Rationality / Graham, Angus Charles. - LaSalle, Ill. : Open Court, 1992, ISBN 978-0-8126-9167-2.
- Chinese Texts and Philosophical Contexts: Essays Dedicated to Angus C. Graham / Rosemont, Henry. - 1st pr. - La Salle, Ill. : Open Court, 1991.
- Studies in Chinese Philosophy and Philosophical Literature / Graham, Angus Charles. - Albany, NY : State University of New York Press, c1990.
- The Book of Lieh-tzŭ : a Classic of the Tao / Lieh-tzŭ. - Columbia University Press Morningside ed. - New York : Columbia Univ. Press, 1990.
- Disputers of the Tao : Philosophical Argument in Ancient China / Graham, Angus C. - La Salle, Ill. : Open Court, 1989.
- Two Chinese Philosophers : Chʿêng Ming-tao and Ch'^eng Yi-ch'uan / Graham, Angus Charles. - Repr. - London : Lund Humphries, 1978.
- The Nung-Chia ‘School of the Tillers’ and the Origin of the Peasant Utopianism in China // Bulletin of the School of Oriental and African Studies, University of London, Vol.42 no.1, 1978, pp. 66–100. Reprinted in Graham A.C.: Studies in Early Chinese Philosophy and Philosophical Literature. SUNY Press, 1986.